# Geir Atle Wøien
Geir Atle Wøien (* 26. September 1975) ist ein ehemaliger norwegischer Skispringer.
Wøien sprang 1992 erstmals im Skisprung-Continental-Cup. Nachdem er in seiner ersten Saison 1992/93 gleich mit 107 Punkten den 7. Platz in der Gesamtwertung belegte, wurde er 1993 in den Kader für den Skisprung-Weltcup versetzt. Sein Debüt in dieser A-Serie gab er am 11. Dezember 1993 in Planica. Bereits in seinem zweiten Weltcup-Springen gelang ihm mit dem 8. Platz in Predazzo der Gewinn der ersten Weltcup-Punkte und zudem die höchste Einzelplatzierung seiner Karriere im Weltcup. Nach weiteren Punktgewinnen in Bischofshofen, Murau und Liberec beendete er die Saison 1993/94 am Ende auf dem 37. Platz in der Weltcup-Gesamtwertung. Zur darauffolgenden Saison trat Wøien weder im Weltcup noch im Continental Cup an.
Später sprang Wøien aktiv bei Senioren-Wettbewerben, bspw. 2009 in Ruhpolding.